# Nagy János (zeneszerző)
Nagy János „Yancha” (ejtsd: Jancsa) zenei tanulmányait a salgótarjáni Kodály Zoltán Általános Iskolában és a Váczi Gyula zeneiskolában kezdte, majd a Liszt Ferenc Zeneművészeti Egyetem Jazz Tanszakán folytatta jazz-zongora, zeneszerzés szakon. Tanárai Süle László, Farkas Mihály, György Ákos, Gonda János, Binder Károly és Faragó Béla voltak. 1990–1991-ben a debreceni református Kántorképzőben tanult, Berkesi Sándor növendékeként. A főiskola elvégzése után Dévai Tibornál folytatott klasszikus zongora tanulmányokat.
Tagja volt többek közt a Fusio (1989–1991), a Fortinbrass Kvintett (1990–1993), a Kőszegi Imre Kvartett/Kvintett (1992–1994), a Borbély Műhely (1998–2002) és a 9:30 (1996–2009) együtteseknek; az In Line (1996–2014), a European Mantra (2000–), a Monamo (2011–), a Balkan Union (2016–2022) és a Djabe (2016–2022) zenekaroknak.
2011-től a székesfehérvári Kodolányi János Egyetem Modern Zenei Tanszékének tanára. A pomázi Teleki–Wattay Művészeti Iskolában csoportos improvizációs foglalkozásokat vezet klasszikus zenét tanuló növendékeknek, emellett a Nádasdy Kálmán AMI és az Egressy Béni Zenei Szakgimnázium jazz-zongora tanára.
2008-ban felkérést kapott az alapfokú jazz-zongora főtárgy és a zongora melléktárgy tantervének megírására. 2012-ben megjelent Jazz-zongora I. című tankönyve. 2013-ban az MZMSZ felkérésére kidolgozta az alapfokú jazz-zongora oktatás módszertanát. 2010-óta a Balatonfüredi Világzenei és Improvizációs Tábor művészeti vezetője. 2014-ben megjelent a tankönyv folytatása  Jazz zongora II. címmel.
Saját trióját (Hard Line Trió, később Nagy János Trió néven) 1994-ben alapította. Az együttes tagjai: Nagy János Yancha – zongora, Frankie Lato – hegedű és Joubert Flóra - dob. Korábbi tagok: Lutz János – bőgő (1994–1997), Horváth Balázs – bőgő (2000–2008), Tiba Sándor – dob (1994–1997), Baló István – dob (2000–2002), Szendőfi Péter – dob (2002–2008), Kovács Tamás – ütőhangszerek (2008-2009). A trióval a 2001 évi Mediawave Fesztiválon együtt játszottak a világhírű David Murray szaxofonossal. A Gramofon Magazin kritikusai a koncertet „az Év jazz-eseményének” választották. 2002 májusában Dewey Redman volt az együttes partnere.
Számos hazai és külföldi fesztivál fellépője, aki olyan muzsikusokkal játszott együtt, mint Frank Gambale, Al Di Meola, Alex Acuna, Bernard Maseli, David Murray, Dave Samuels, Dewey Redman, Dominiqe Di Piazza, Kim Plainfielad, Krzysztof Scieranski, Garry Willis, Mike Stern, Paco Sery, Shankar Lal, Sangoma Everett, Tony Lakatos, Vinx De'Jon Parrette, Winston Clifford, Dresch Mihály, Babos Gyula, László Attila, Tátrai Tibor, Szakcsi Lakatos Béla, Lakatos „Ablakos” Dezső, Tomsits Rudolf, Dés László, Mohai Tamás, Zsoldos Béla, Lattmann Béla, Csepregi Gyula, Vasvári Pál.

## Díjak, elismerések
- 2018 – Artisjus zenetanári díj
- 2011 – Erkel Ferenc-díj
- 2005 – Artisjus-díj
- 2003 – „Év hangszeres szólistája” kategóriában eMeRton-díj.
- 2001 – „Év jazz koncertje”-díj David Murray-vel a győri Mediawave fesztiválon.
- 2000 – Hungarian Worldmusic Orchestra: „Év jazz-együttese” eMeRton-díj
- 1998 – In Line együttes „Év jazz-együttese” eMeRton-díj
- 1997 – Getxo Nemzetközi Jazzfesztivál[4] „legjobb szólista”-díj
- 1996 – Krakkói Jazz Juniors verseny: 1. helyezés, közönség-díj.
- 1995 – Vilniusi Improvizációs Verseny: 2. helyezés.